# Johan Manzambi
Johan Manzambi (Ginebra, 14 de octubre de mes de 2005) es un futbolista suizo. Juega de mediocentro y su equipo actual es el SC Friburgo de la Bundesliga, máxima categoría del fútbol alemán.

## Trayectoria
Comenzó a jugar al fútbol con 4 años, en Servette, hizo su formación infantil en el club suizo y comenzó su formación juvenil, llegó hasta la sub-18 en 2022.
Tras rechazar un contrato profesional con Servette, fue fichado por el club alemán SC Friburgo a comienzos de 2023 y jugó con la sub-19 el resto del campeonato. En la temporada 2023-24 se incorporó a la reserva del club. El 25 de febrero de 2024 debutó en la 3. Liga con 18 años, ingresó al minuto 64 y derrotaron 1-0 a Waldhof Mannheim. Culminó con 10 presencias en la tercera categoría alamana y 2 goles convertidos, pero finalizaron en última posición por lo que descendieron de categoría.
Para la temporada 2024-25 fue ascendido al primer equipo. Debutó con el plantel principal el 21 de septiembre de 2024, en la fecha 4 de la Bundesliga, ingresó al final del partido con la camiseta 44 contra 1. FC Heidenheim 1846 y ganaron 3-0 ante unos 15.000 espectadores en el Voith-Arena. Debido a su proyección, días después firmó una extensión de contrato con SC Friburgo.
En 2024 jugó solo 1 partido con los profesionales, por lo que alternó con la reserva. En el final de la temporada tuvo más minutos, que los aprovechó y el 12 de abril de 2025 convirtió su primer gol en la máxima categoría del fútbol alemmán, gracias a su cabezazo derrotaron en tiempo cumplido a Borussia Mönchengladbach a domicilio, por 1-2. Totalizó 10 partidos jugados, 2 goles y 4 asistencias con S. C. Friburgo II, mientras que con el primer equipo disputó 11 juegos, anotó 2 goles y colaboró con igual cantidad de asistencias.

## Selección nacional
Ha sido internacional con la selección de fútbol de Suiza en las categorías juveniles sub-18, sub-19, sub-20 y sub-21.
Fue convocado a la selección absoluta por primera vez el 22 de mayo de 2025, a sus 19 años, para las fechas FIFA del siguiente mes. El 7 de junio debutó con Suiza, ingresó en el transcurso del segundo tiempo para medirse contra México en un amistoso y ganaron 2-4. Días después jugaron contra Estados Unidos otro amistoso, esta vez fue titular, se lució con 1 gol y 1 asistencia, en lo que fue un triunfo 0-4.

## Estadísticas

### Clubes
Actualizado al último partido disputado el 18 de mayo de 2025.
| Club                         | Div.          | Temporada     | Liga  | Liga  | Liga   | Copas nacionales | Copas nacionales | Copas nacionales | Copas internacionales | Copas internacionales | Copas internacionales | Total | Total | Total  |
| Club                         | Div.          | Temporada     | Part. | Goles | Asist. | Part.            | Goles            | Asist.           | Part.                 | Goles                 | Asist.                | Part. | Goles | Asist. |
| ---------------------------- | ------------- | ------------- | ----- | ----- | ------ | ---------------- | ---------------- | ---------------- | --------------------- | --------------------- | --------------------- | ----- | ----- | ------ |
| S. C. Friburgo II · Alemania | 3.ª           | 2023-24       | 10    | 2     | 0      | —                | —                | —                | —                     | —                     | —                     | 10    | 2     | 0      |
| S. C. Friburgo II · Alemania | 4.ª           | 2024-25       | 10    | 1     | 4      | —                | —                | —                | —                     | —                     | —                     | 10    | 1     | 4      |
| S. C. Friburgo II · Alemania | Total club    | Total club    | 20    | 3     | 4      | 0                | 0                | 0                | 0                     | 0                     | 0                     | 20    | 3     | 4      |
| S. C. Friburgo · Alemania    | 1.ª           | 2024-25       | 11    | 2     | 2      | -                | -                | -                | —                     | —                     | —                     | 11    | 2     | 2      |
| S. C. Friburgo · Alemania    | 1.ª           | 2025-26       | 0     | 0     | 0      | -                | -                | -                | -                     | -                     | -                     | 0     | 0     | 0      |
| S. C. Friburgo · Alemania    | Total club    | Total club    | 11    | 2     | 2      | 0                | 0                | 0                | 0                     | 0                     | 0                     | 11    | 2     | 2      |
| Total carrera                | Total carrera | Total carrera | 31    | 5     | 6      | 0                | 0                | 0                | 0                     | 0                     | 0                     | 31    | 5     | 6      |
| 1.                           |               |               |       |       |        |                  |                  |                  |                       |                       |                       |       |       |        |

### Selección
Actualizado al último partido disputado el 10 de junio de 2025.
| Selección         | Temporada         | Continental | Continental | Continental | Mundial | Mundial | Mundial | Amistosos | Amistosos | Amistosos | Total | Total | Total  |
| Selección         | Temporada         | Part.       | Goles       | Asist.      | Part.   | Goles   | Asist.  | Part.     | Goles     | Asist.    | Part. | Goles | Asist. |
| ----------------- | ----------------- | ----------- | ----------- | ----------- | ------- | ------- | ------- | --------- | --------- | --------- | ----- | ----- | ------ |
| Sub-18 · Suiza    | 2023              | —           | —           | —           | —       | —       | —       | 7         | 0         | 0         | 7     | 0     | 0      |
| Sub-18 · Suiza    | Total sel.        | 0           | 0           | 0           | 0       | 0       | 0       | 7         | 0         | 0         | 7     | 0     | 0      |
| Sub-19 · Suiza    | 2023-24           | 6           | 0           | 0           | —       | —       | —       | 5         | 0         | 0         | 11    | 0     | 0      |
| Sub-19 · Suiza    | Total sel.        | 6           | 0           | 0           | 0       | 0       | 0       | 5         | 0         | 0         | 11    | 0     | 0      |
| Sub-20 · Suiza    | 2024              | —           | —           | —           | —       | —       | —       | 5         | 0         | 0         | 5     | 0     | 0      |
| Sub-20 · Suiza    | Total sel.        | 0           | 0           | 0           | 0       | 0       | 0       | 5         | 0         | 0         | 5     | 0     | 0      |
| Sub-21 · Suiza    | 2024-25           | -           | -           | -           | —       | —       | —       | 2         | 1         | 0         | 2     | 1     | 0      |
| Sub-21 · Suiza    | Total sel.        | 0           | 0           | 0           | 0       | 0       | 0       | 2         | 1         | 0         | 2     | 1     | 0      |
| Absoluta · Suiza  | 2025              | 0           | 0           | 0           | —       | —       | —       | 2         | 1         | 1         | 2     | 1     | 1      |
| Absoluta · Suiza  | Total sel.        | 0           | 0           | 0           | 0       | 0       | 0       | 2         | 1         | 1         | 2     | 1     | 1      |
| Total selecciones | Total selecciones | 0           | 0           | 0           | 0       | 0       | 0       | 0         | 0         | 0         | 0     | 0     | 0      |
| 1.                |                   |             |             |             |         |         |         |           |           |           |       |       |        |